# 3Sat
3Sat és un canal de televisió pública d'Europa central. Emet en alemany i té una vocació cultural.

## Membres del 3Sat
El nom del canal es basa en els 3 països que la componen; Alemanya, Àustria i Suïssa. La cadena es nodreix de la programació i producció pròpia de 4 cadenes de televisió, que cooperen entre elles per dirigir els continguts i els programes del 3Sat.
- Alemanya: ZDF (1984), ARD (1993)
- Àustria: ORF (1984)
- Suïssa: Schweizer Fernsehen (1984)

El lideratge de la cadena l'ostenta ZDF, però les decisions de programació i aportació de continguts es realitzen basant-se en un consens entre les 4 emissores. La cooperació es divideix de la següent manera: ZDF amb un 32,5%, ARD amb un 32,5%, ORF amb un 25% i SF amb un 10%. La seu del canal es troba a Magúncia, Alemanya.

## Història
3Sat va néixer el 1984, dins d'un acord de col·laboració entre 3 ens en alemany, Zweites Deutsches Fernsehen (Alemanya), Österreichischer Rundfunk (Àustria) i Schweizer Fernsehen (Suïssa), amb la intenció de crear un canal cultural de parla germànica i d'importància a Europa central. El nou canal empraria el sistema de cable i satèl·lit per difondre el seu senyal. Aquest canal es basava en el francòfon TV5 Monde, que va començar a operar mesos abans. L'1 de desembre d'aquest mateix any, 3Sat començaria les seves emissions.
El 1990, la Deutscher Fernsehfunk d'Alemanya Oriental va començar a col·laborar amb les 3 cadenes de 3Sat després de la caiguda del mur de Berlín, i es va incorporar al grup. No obstant això, el va abandonar després de la seva desaparició el 31 de desembre de 1991.
L'1 de desembre de 1993, la ARD s'incorpora al grup com a membre cooperant. Aquest ens públic, que el 1986 va decidir obrir el seu propi canal cultural, Eins Plus, va decidir aturar el projecte per incorporar-se finalment a 3Sat.
L'1 d'abril de 2017 es va dissoldre el programa Direktion Europäische Satelliten, responsable dels programes 3sat i Arte. Els equips editorials conjunts el van substituir per la resta de canals de ZDF.